# Romão de Antioquia
São Romão de Antioquia ou São Romão de Cesareia foi um diácono e mártir cristão da Síria que sofreu o martírio em 303, durante as perseguições contra os cristãos do imperador Galério.
Segundo a narrativa de Aurélio Prudêncio, durante as torturas que padeceu nas mãos de Asclepíades, que tinha tentado arrasar a sua igreja na Síria, foi-lhe cortada a língua para que não continuasse a exortar à conversão dos pagãos. A tradição cristã atribui o facto milagroso a São Romão de ter continuado a falar sem língua. Um menino que o presenciava, chamado Várula (ou Várulas), pôs-se a proclamar a divindade de Cristo, o que fez com que fosse igualmente torturado e decapitado frente à sua própria mãe.
O processo do martírio do santo é conhecido em pormenor graças a um longo hino de Aurélio Prudêncio, com quase mil versos compostos em fins do século IV. Outros historiadores eclesiásticos relataram o martírio depois. O milagre de ter conseguido falar já depois de amputada a língua foi um lugar comum do martirológico cristão e até anterior, já que a língua era considerada como instrumento ideal para louvar a divindade.

## Iconografia
Não há muitas imagens de São Romão na iconografia cristã. A mais conhecida é a de Francisco de Zurbarán em 1638 para a igreja de São Romão de Sevilha (Espanha).